# Кумм Борис Гансович
Борис Гансович Кумм (1 вересня 1897, місто Пярну Ліфляндської губернії, тепер Естонія — 21 листопада 1958, місто Таллінн, тепер Естонія) — радянський діяч органів держбезпеки, нарком (міністр) внутрішніх справ і державної безпеки Естонської РСР, генерал-майор (1945). Депутат Верховної Ради СРСР 1—2-го скликань (1941—1950).

## Життєпис
Народився в родині дрібного чиновника — бракера фірми з експорту деревини. У 1911 році закінчив початкову школу в місті Пярну. З 1911 по 1915 рік навчався в гімназії міста Пярну, але навчання покинув.
У червні — серпні 1915 року — учень аптекаря в аптеці Грімма в Пярну. З серпня 1915 по травень 1916 був безробітним, проживав у Пярну.
З травня 1916 по вересень 1917 року — рядовий запасного батальйону Петроградського лейб-гвардії полку. У вересні 1917 року демобілізувався через хворобу.
З вересня 1917 по травень 1918 року працював чорноробом у приватних осіб у Пярну. У травні — серпні 1918 року — лісосплавник, вантажник на торфозаготівлі. З серпня 1918 по лютий 1919 року працював чорноробом у Пярну.
З лютого 1919 по липень 1920 року — капрал полку скаутів естонської армії.
У липні 1920 — березні 1921 року — профспілковий активіст Пярнуского повіту, брав участь у роботі місцевої Спілки будівельників, чорнороб у місті Пярну. У березні 1921 — січні 1924 року — чорнороб на лісопильному заводі Вейльгейзена в Пярну.
Займався політичною і профспілковою діяльністю: учасник наради міських і сільських робітників у Пярну в листопаді 1922 року. Член Естонської незалежної соціалістичної партії (Eesti Iseseisev Sotsialistlik Tööliste Partei) з 1922 по 1923 рік, член Комуністичної партії Естонії з червня 1923 року.
У грудні 1923 — січні 1924 року — член Пярнуської міської думи по списку «Єдиного фронту трудящих». З 1923 по січень 1924 року — секретар Центральної ради профспілок Пярнуского повіту.
У січні 1924 року був заарештований естонською поліцією безпеки і на «процесі 149» засуджений до 15 років каторги. У травні 1938 року звільнений за амністією.
Після звільнення з травня 1938 по червень 1940 року — чорнороб у місті Пярну. Був уповноваженим бюро Комуністичної партії Естонії в Пярну, у 1939—1940 роках — секретар Пярнуського міського комітету Комуністичної партії Естонії.
У червні 1940 року — комісар політичної поліції в місті Пярну. У червні — липні 1940 року — комісар політичної поліції в місті Таллінні. У липні — серпні 1940 року — помічник директора Департаменту поліції МВС Естонії.
25 серпня (11 вересня) 1940 — 26 лютого 1941 року — народний комісар внутрішніх справ Естонської РСР.
Член ВКП(б) з жовтня 1940 року.
26 лютого — 31 липня 1941 року — народний комісар державної безпеки Естонської РСР. У червні — липні 1941 року — член Комітету оборони Естонської РСР. 31 липня — 18 листопада 1941 року — народний комісар внутрішніх справ Естонської РСР. У цей період під керівництвом Бориса Кумма здійснювалася перша великомасштабна депортація мешканців Естонії.
У листопаді 1941 — січні 1942 року — в розпорядженні відділу кадрів НКВС СРСР (при 2-му відділі НКВС). У січні — червні 1942 року — начальник 7-го відділення (естонського) 2-го відділу 4-го Управління НКВС СРСР. У червні 1942 — травні 1943 року — начальник 5-го відділення (естонського) 1-го відділу 4-го Управління НКВС СРСР. У травні — листопаді 1943 року — начальник 5-го відділення (естонського) 2-го відділу 4-го Управління НКДБ СРСР. У листопаді 1943 — березні 1944 року — начальник оперативної групи НКДБ СРСР в Естонії. Керував диверсійною роботою на території окупованої Естонії.
29 березня 1944 — 28 січня 1950 року — народний комісар (міністр) державної безпеки Естонської РСР. Звільнений «за слабку боротьбу з бандитизмом і куркульством».
У квітні 1950 — 12 січня 1952 року — заступник міністра, міністр комунального господарства Естонської РСР.
У січні 1952 — серпні 1953 року — начальник відділу місцевих доріг управління справами Ради міністрів Естонської РСР.
З серпня 1953 року — на пенсії в місті Таллінні як «туберкульозний хворий».
Похований в Таллінні на цвинтарі Метсакальмісту.

## Звання
- старший майор державної безпеки (2.01.1941)
- комісар державної безпеки (14.02.1943)
- генерал-майор (9.07.1945)

## Нагороди
- орден Вітчизняної війни І ст. (18.06.1946)
- два ордени Червоного Прапора (31.05.1945; 24.08.1949)
- орден Червоної Зірки (20.09.1943)
- знак «Заслужений працівник НКВС» (19.12.1942)
- медалі